# Aeronautica Sicula
La société Aeronautica Sicula SpA était un constructeur aéronautique italien installé à Palerme depuis 1916.

## Histoire
La société est créée en 1916 par Vittorio Ducrot, associé aux frères Ignazio et Vincenzo Florio, qui transforme son entreprise « Officine Ducrot » fabricant de mobilier pour les cabines des navires en constructeur d'avions pour faire face à la forte demande du pays en avions pendant la Première Guerre mondiale.
Son premier hydravion sera un appareil de reconnaissance aérienne, le modèle biplan FBA Type H fabriqué sous licence de la Franco-British Aviation Company.

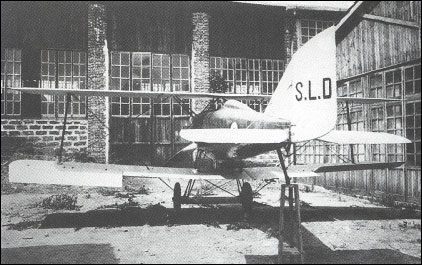
Le prototype Ducrot SLD.

Dès 1918, la société conçoit un avion de chasse, le Ducrot SLD qui avait une vitesse record de 300 km/h. Le premier prototype fut essayé en octobre 1918. Cet avion arriva malheureusement trop tard et ne fut pas fabriqué.

## L'Aeronautica Sicula
En 1935, Vittorio Ducrot s'associe avec Giovanni Battista Caproni, ingénieur et fondateur de la société aéronautique éponyme, pour créer la société Caproni-Ducrot Costruzioni Aeronautiche qui deviendra l'année suivante Aeronautica Sicula. 
La société démarra la production, sous licence, d'hydravions dans le Chantier naval de Palerme. 236 exemplaires du modèle Cant Z.501 Gabbiano ont été produits sous licence CRDA-CANT.
La production augmenta rapidement avec l'effort de guerre lié à la Seconde Guerre mondiale. Le 19 mai 1941, la Regia Aeronautica passa commande de 52 appareils CANT Z.515 à produire sous licence. Vu son implantation géographique, la société a également été sollicitée pour assurer la maintenance des appareils Savoia-Marchetti SM.79.
Vittorio Ducrot décède en 1942.
En août 1943, peu après l'invasion de la Sicile par les troupes britanniques et américaines, les alliés récupèrent les 12 derniers hydravions CANT Z.501 non encore livrés à l'Armée italienne.
Au lendemain de la guerre, la société s'est convertie dans la construction ferroviaire. Elle tenta un retour dans le secteur aéronautique en collaboration avec le constructeur SAI Ambrosini pour la production des hélicoptères Doman D-10 et LZ-5, projet qui n'eut pas de suite concrète.
La société fut déclarée en faillite en 1971. 